# Онава (Айова)
Онава (англ. Onawa) — город в США, административный центр округа Монона штата Айова. Население — 2906 человек (2020).

## География
Онава расположена по координатам 42°01′36″ с. ш. 96°05′26″ з. д. (42.026758, -96.090505). По данным Бюро переписи населения США в 2010 году город имел площадь 13,44 км², вся площадь — суша.

## Демография
| Год переписи | Нас. |  | %±     |
| ------------ | ---- |  | ------ |
| 1870         | 478  |  | —      |
| 1880         | 882  |  | 84,5%  |
| 1890         | 1358 |  | 54%    |
| 1900         | 1933 |  | 42,3%  |
| 1910         | 2026 |  | 4,8%   |
| 1920         | 2256 |  | 11,4%  |
| 1930         | 2538 |  | 12,5%  |
| 1940         | 3438 |  | 35,5%  |
| 1950         | 3498 |  | 1,7%   |
| 1960         | 3176 |  | −9,2%  |
| 1970         | 3154 |  | −0,7%  |
| 1980         | 3283 |  | 4,1%   |
| 1990         | 2936 |  | −10,6% |
| 2000         | 3091 |  | 5,3%   |
| 2010         | 2998 |  | −3%    |
| 2020         | 2906 |  | −3,1%  |

Согласно переписи 2010 года, в городе проживало 2998 человек в 1345 домохозяйствах в составе 756 семей. Плотность населения составляла 223 человека/км². Было 1519 квартир (113/км²).
Расовый состав населения:
| - 96,4 % — белых - 1,7 % — коренных американцев - 0,4 % — чёрных или афроамериканцев - 0,3 % — азиатов |

К двум или более расам принадлежало 1,0 %. Доля испаноязычных составляла 1,2 % всего населения.
По возрастному диапазону население распределялось следующим образом: 23,2 % — лица младше 18 лет, 52,8 % — лица в возрасте 18-64 лет, 24,0 % — лица в возрасте 65 лет и старше. Медиана возраста жителя составила 44,8 лет. На 100 человек женского пола в городе приходилось 90,5 мужчин; на 100 женщин в возрасте от 18 лет и старше — 87,6 мужчин также старше 18 лет.
Средний доход на одно домашнее хозяйство составил 42 899 долларов США (медиана — 31 610), а средний доход на одну семью — 56 072 доллара (медиана — 48 633). За чертой бедности находилось 23,8 % человек, в том числе 37,7 % детей в возрасте до 18 лет и 8,4 % лиц в возрасте 65 лет и старше.
Гражданское трудоустроенное население составляло 1344 человека. Основные области занятости: образование, здравоохранение и социальная помощь — 32,4 %, производство — 14,1 %, искусство, развлечения и отдых — 12,7 %.